# Сосков, Всеволод Олегович
Всеволод Олегович Сосков (13 апреля 1969, Москва, СССР — 9 апреля 2010) — российский художник-оружейник. Признанный специалист в области дамасской и булатной стали. Выпускник Московского авиационного института. Работал с Л. Б. Архангельским. Работы хранятся в частных собраниях, в собраниях Оружейной палаты Государственных музеев Московского Кремля, Арсенала Государственного Эрмитажа, Государственного исторического музея, Российского этнографического музея. Участник многих российских и международных выставок.
Государственный эксперт по авторскому художественному холодному оружию (АХХО) с 2010 года. Член Творческого Союза Художников России, Творческого Союза «Гильдия мастеров-оружейников»

## Участие в выставках[2]
- Биеннале «Клинки России»[4] — c 6 апреля по 12 мая 2004 года в Выставочном зале Успенской Звонницы Московского Кремля
- «Клинок — традиции и современность», весна 2004 года[5]
- «Современное авторское холодное художественное оружие» в Тульском Государственном музее оружия. 27 ноября — 18 декабря 2006 года
- 1-й Международный фестиваль современного искусства «Традиции и современность» в Манеже (24-27 января 2007 года)
- Выставка «Художник и клинок. Современное авторское холодное художественное оружие» в Нижегородском Художественном музее (20 сентября — 20 октября 2007 года)
- Выставка «Традиции и современность. Современное авторское холодное оружие» в Успенской Звоннице Музеев Московского Кремля (20 февраля — 20 апреля 2008 года)